# ペトロニウス
ガイウス・ペトロニウス（ラテン語：Gaius Petronius、20年頃 - 66年）は、ローマ帝国ユリウス＝クラウディウス朝期の政治家、文筆家である。第5代皇帝ネロの側近であった人物として知られ、小説『サテュリコン』の作者と考えられている。

## 略歴
ペトロニウスの誕生年は14年や20年、27年など諸説があるが確定せず、その前半生もはっきりとしない。タキトゥスやプルタルコス、ガイウス・プリニウス・セクンドゥス（大プリニウス）はペトロニウスを皇帝ネロの宮廷での典雅の審判者（ラテン語: elegantiae arbiter）であったと記述している。ペトロニウスはビテュニア属州総督として赴任し、62年には執政官を務めた。元老院議員として快楽な生活に身を捧げて、ネロにとっては流行の助言者、遊びの仲間であった。しかし、同じくネロの側近でプラエフェクトゥス・プラエトリオを務めていたガイウス・オフォニウス・ティゲッリヌスにより、ガイウス・カルプルニウス・ピソによる陰謀（65年）に加担した人物と繋がりがあったと讒言を受け、ペトロニウスは自殺したと伝えられている。

## 名前
タキトゥスは『年代記』でペトロニウスの名前をガイウス・ペトロニウス（ラテン語：Gaius Petronius）と記述しており、一般にペトロニウス・アルビテル（ラテン語：Petronius Arbiter）とも称される。ただし、1450年に見つかった『サテュリコン』の写本で同作品の著者として記されていたティトゥス・ペトロニウス（ラテン語：Titus Petronius）がペトロニウスと同一人物であると考えられている。これはサテュリコンの作者として想定される「教養が豊かで、ネロの寵愛を受け、高位の貴族であった」との人物像と、『年代記』に記されたペトロニウスの人物像がよく一致し、このような人物がネロの宮廷に複数いたことを想定する方が不自然だからである。
20世紀前半のイギリスの作家デーヴィッド・ハーバート・ローレンスは、『サテュリコン』の読後感を「ペトロニウスは公明正大だ。彼は何をしても彼の中の純粋な精神を堕落させ汚させはしない」と書簡に残している。

## 日本語訳
- 『サテュリコン 古代ローマの諷刺小説』國原吉之助訳、岩波文庫 1991年